# Sokolovaite
La sokolovaite è un minerale appartenente al gruppo delle miche.